# Tom Daemen
Tom Daemen (Brunssum, 17 juni 1985) is een Nederlands voormalig voetballer die als middenvelder speelde. Hij speelde onder meer voor Fortuna Sittard, MVV Maastricht, N.E.C. en Go Ahead Eagles.

## Clubcarrière

### Fortuna Sittard
Daemen verruilde op twaalfjarige leeftijd de jeugd van BVC '28 voor die van Fortuna Sittard. Hij debuteerde in 2002 in het eerste elftal van de club, in de Eerste divisie. Hij speelde vier seizoenen voor Fortuna, daarin kwam hij tot 108 wedstrijden en acht goals.

### MVV Maastricht
In de zomer van 2006 maakte Daemen een transfer binnen Limburg. Hij tekende een contract voor MVV Maastricht. Hij maakte op 11 augustus zijn debuut tegen Helmond Sport (1-1). In zijn derde seizoen scoorde hij zes doelpunten voor MVV, zijn beste aantal in een seizoen tot dan toe. In het seizoen 2010/11 maakte hij opnieuw zes goals. In de derde periode van dat seizoen won Daemen de Bronzen Stier voor beste speler. In zijn laatste seizoen bij MVV scoorde hij zeven goals. Daarmee bracht hij zijn eindtotaal op 178 wedstrijden voor de club, waarin hij 23 doelpunten maakte.

### Cyprus
Na zes seizoenen voor MVV Maastricht gespeeld te hebben, tekende Daemen in juni 2012 voor twee seizoenen bij AEK Larnaca. Dat verhuurde hem na zes wedstrijden aan EN Paralimni. Hij speelde in het seizoen 2013/14 vervolgens voor Aris Limassol. Hij speelde 38 wedstrijden voor de Cypriotische clubs, waarin hij drie keer scoorde.

### N.E.C.
Daemen tekende op 26 juni 2014 voor twee seizoenen bij N.E.C., met een optie voor nog een jaar. Op 10 augustus maakte hij tegen FC Eindhoven zijn debuut met een 3-1 overwinning. Hij benutte zelf een penalty, zijn eerste goal van het seizoen. Hij scoorde dat seizoen vijf keer, allen vanaf de stip. Met N.E.C. werd hij april 2015 kampioen van de Eerste divisie. Hiermee verdiende N.E.C. promotie naar de Eredivisie. Hij zat de eerste vier speelrondes zonder minuten te maken op de bank en vertrok nog voor het einde van de transferperiode.

### Go Ahead Eagles
Daemen tekende in augustus 2015 een contract tot medio 2017 bij Go Ahead Eagles. Dat degradeerde in het voorgaande seizoen juist naar de Eerste divisie. In zijn verbintenis werd een optie voor nog een seizoen opgenomen. Hij debuteerde op 11 september tegen VVV-Venlo met een 1-1 gelijkspel. Met Go Ahead Eagles promoveerde hij in mei 2016 via de playoffs. Op 14 augustus 2016 maakte Daemen zijn debuut in de Eredivisie als invaller in de thuiswedstrijd tegen zijn vorige werkgever N.E.C. (2-2). Hij speelde drie wedstrijden maar raakte toen geblesseerd aan zijn bovenbeen, waardoor hij geen wedstrijd meer in actie kwam. Met Go Ahead degradeerde hij in 2017. 
Nadat hij in augustus afzag van een overgang naar FC Den Bosch, vond Daemen geen club meer. In februari 2018 ging hij aan de slag als commercieel medewerker bij MVV Maastricht.

## Clubstatistieken
| Seizoen | Club            | Competitie          | Competitie | Competitie | Beker | Beker | Overig | Overig | Totaal | Totaal |
| Seizoen | Club            | Competitie          | Wed.       | Dlp.       | Wed.  | Dlp.  | Wed.   | Dlp.   | Wed.   | Dlp.   |
| ------- | --------------- | ------------------- | ---------- | ---------- | ----- | ----- | ------ | ------ | ------ | ------ |
| 2002/03 | Fortuna Sittard | Eerste divisie      | 21         | 2          | 0     | 0     | 0      | 0      | 21     | 2      |
| 2003/04 | Fortuna Sittard | Eerste divisie      | 30         | 1          | 0     | 0     | 0      | 0      | 30     | 1      |
| 2004/05 | Fortuna Sittard | Eerste divisie      | 30         | 2          | 0     | 0     | 0      | 0      | 30     | 2      |
| 2005/06 | Fortuna Sittard | Eerste divisie      | 27         | 3          | 0     | 0     | 0      | 0      | 27     | 3      |
| 2006/07 | MVV Maastricht  | Eerste divisie      | 20         | 0          | 0     | 0     | 0      | 0      | 20     | 0      |
| 2007/08 | MVV Maastricht  | Eerste divisie      | 35         | 1          | 1     | 0     | 0      | 0      | 36     | 1      |
| 2008/09 | MVV Maastricht  | Eerste divisie      | 30         | 6          | 1     | 0     | 2      | 0      | 33     | 6      |
| 2009/10 | MVV Maastricht  | Eerste divisie      | 27         | 3          | 1     | 0     | 0      | 0      | 28     | 3      |
| 2010/11 | MVV Maastricht  | Eerste divisie      | 33         | 6          | 1     | 0     | 2      | 0      | 36     | 6      |
| 2011/12 | MVV Maastricht  | Eerste divisie      | 23         | 6          | 2     | 1     | 0      | 0      | 25     | 7      |
| 2012/13 | AEK Larnaca     | Marfin Laiki League | 6          | 1          | 0     | 0     | 0      | 0      | 6      | 1      |
| 2012/13 | EN Paralimni    | Marfin Laiki League | 10         | 1          | 0     | 0     | 3      | 0      | 13     | 1      |
| 2013/14 | Aris Limassol   | Marfin Laiki League | 11         | 1          | 0     | 0     | 8      | 0      | 19     | 1      |
| 2014/15 | N.E.C.          | Eerste divisie      | 36         | 5          | 2     | 0     | 0      | 0      | 38     | 5      |
| 2015/16 | Go Ahead Eagles | Eerste divisie      | 20         | 0          | 2     | 0     | 4      | 0      | 26     | 0      |
| 2016/17 | Go Ahead Eagles | Eredivisie          | 3          | 0          | 0     | 0     | 0      | 0      | 3      | 0      |
| Totaal  |                 |                     | 365        | 38         | 10    | 1     | 19     | 0      | 394    | 39     |

## Erelijst
N.E.C.
- Kampioen Eerste divisie

2014/15

## Internationaal
Daemen was Nederlands jeugdinternational en nam deel aan het Europees kampioenschap voetbal onder 17 - 2002.